# Butch Walker
Butch Walker, nato Bradley Glenn Walker (Cartersville, 14 novembre 1969), è un cantante, chitarrista, compositore e produttore discografico statunitense, membro del complesso rock alternativo Marvelous 3 dal 1997 fino al 2001.
Ha finanziato dischi di diversi artisti famosi nella scena musicale come Pink, Avril Lavigne, Weezer, Simple Plan e Katy Perry.

## Discografia
Album
- 2002 - Left of Self-Centered
- 2004 - Letters
- 2004 - This Is Me... Justified and Stripped (live)
- 2006 - The Rise and Fall of Butch Walker and the Let's-Go-Out-Tonites
- 2008 - Leavin' the Game on Luckie Street (live)
- 2008 - Sycamore Meadows
- 2010 - I Liked It Better When You Had No Heart
- 2011 - The Spade
- 2015 - Afraid of Ghosts
- 2020 - American Love Story
- 2022 - Butch Walker As…Glenn

## Produttore
- Pete Yorn - musicforthemorningafter (2001)
- Injected - Burn It Black (2002)
- Bowling for Soup - Drunk Enough to Dance (2002)
- SR-71 - Tomorrow (2002)
- Pete Yorn - Day I Forgot (2003)
- Gob - Foot In Mouth Disease (2003)
- Default - Elocation (2003)
- Sevendust - Seasons (2003)
- Avril Lavigne - Under My Skin (2004)
- Simple Plan - Still Not Getting Any... (2004)
- Midtown - Forget What You Know (2004)
- The Donnas - Gold Medal (2004)
- American Hi-Fi - Hearts on Parade (2005)
- Lindsay Lohan - A Little More Personal (Raw) (2005)
- Pink (cantante) - I'm Not Dead (2006)
- PUFFY - Splurge (2006)
- Family Force 5 - Business Up Front/Party in the Back (2006)
- Pete Yorn - Nightcrawler (2006)
- Quietdrive - When All That's Left Is You (2006)
- Rock Star Supernova - Rock Star Supernova (2006)
- Avril Lavigne - The Best Damn Thing (2007)
- The Academy Is... - Santi (2007)
- The Honorary Title - Scream & Light Up The Sky (2007)
- Hot Hot Heat - Happiness Ltd. (2007)
- PUFFY - Honeycreeper (2007)
- The Automatic - This Is A Fix (2008)
- Katy Perry - One of the Boys (2008)
- Pink (cantante) - Funhouse (2008)
- Your Name Here... - Everyday Creatures (2008)
- PUFFY - Bring It! (2009)
- All Time Low - Nothing Personal (2009)
- Weezer - Raditude (2009)
- Saosin - In Search Of Solid Ground (2009)
- Never Shout Never - What Is Love (2009)
- Plastiscines - About Love (2009)
- Dashboard Confessional - Alter the Ending (2009)
- Avril Lavigne - Goodbye Lullaby (2011)
- Panic! at the Disco - Vices & Virtues (2011)
- The Wombats - The Wombats Proudly Present: This Modern Glitch (2011)
- Gavin DeGraw - Sweeter (2011)
- Ida Maria - Katia (2011)
- Gin Wigmore - Gravel & Wine (2011)
- Lit - The View from the Bottom (2012)
- Pink - The Truth About Love (2012)
- Taylor Swift - Red (2012)
- Fall Out Boy - Save Rock and Roll (2013)
- Panic! at the Disco - Too Weird to Live, Too Rare to Die! (2013)
- Keith Urban - Fuse (2013)
- Fall Out Boy - Mania (2018)
- Green Day - Father Of All Motherfuckers (2020)